# Xinxing (Allianz)
Xinxing (chin. Neuer Stern) ist eine innerchinesische Luftfahrtallianz von regionalen Fluggesellschaften. Sie wurde im September 1997 gegründet und nahm im Januar 1998 den Betrieb auf.
Diese Allianz geht über die sonstigen weltweit agierenden Allianzen hinaus, indem auch Flugzeuge und Crews in einem Pool gegenseitig zur Verfügung gestellt werden.
Xinxing ist Teil eines von der Zivilen Luftfahrtbehörde der Volksrepublik China (CAAC) beschlossenen Konsolidierungsprozesses des chinesischen Airline-Markts mit dem langfristigen Ziel, die ehemals über vierzig Fluggesellschaften auf zwanzig zu reduzieren.

## Gründungsmitglieder
- Hainan Airlines
- Shandong Airlines
- Shenzhen Airlines
- Sichuan Airlines
- Wuhan Airlines (in China Eastern Airlines integriert)
- Zhongyuan Airlines (in China Southern Airlines integriert)